# Ричард Лури
Ричард Лури (на английски: Richard Lourie) е американски публицист, литературен критик, преводач от руски и полски език, и писател на произведения в жанра исторически роман, биография, научна фантастика и документалистика.

## Биография и творчество
Ричард Лури е роден на 16 юли 1940 г. в Кеймбридж, Масачузетс, САЩ. Предците му са литовски еврейско-руски емигранти. Следва първоначално английска филология в Бостънския университет, където посещава лекциите на поета Робърт Лоуел през 1959 г. После следва руска литература и руска история в Калифорнийския университет в Бъркли. Там се запознава и през 1960 г. посещава лекциите на полския писател Чеслав Милош в катедрата по славянски езици и литература. През 1969 г. там получава докторска степен по философия с дисертация за творчеството на писателя Андрей Синявски.
След дипломирането си работи като преводач от руски и полски език. Прави преводи на Михаил Горбачов за „Ню Йорк Таймс“. Превежда над 20 книги от руски и полски на американски английски.
Първата му книга „Sagittarius in Warsaw“ (Стрелец във Варшава) е издадена през 1973 г. Книгата получава през 1974 г. наградата „Джоузеф Хенри Джаксън“. Книгата му „First Loyalty“ (Първа лоялност) от 1986 г. е номинирана за наградата „Пулицър“. Някои от книгите му се отнасят до събития и личности от ерата на Студената война.
През 1999 г. е публикуван романа му „Сталин. Автобиография“. Историята на романа представа как Сталин сам пише биографията си в полемика с Троцки, който също пише за него и реалните събития. Разузнаването предоставя съчинението на Троцки на диктатора, който подготвя убийството му. Накрая Троцки е убит, биографията на Сталин, която той пише, остава недовършена, а Сталин издава своята автобиография.
От 2002 г. Лури пише като колумнист за списание „The Moscow Times“. Пише редовно за „Ню Йорк Таймс“, „Вашингтон Поуст“, „Нейшън“ и „Ню Републик“. Участва в проекта за превод на документите на Ейбрахам Линкълн в полски език.
Ричард Лури живее със семейството си в Ню Йорк.

## Произведения

### Самостоятелни романи
- Why There Is No Heaven On Earth (1982)
- First Loyalty (1985)
- Zero Gravity (1987)
- The Autobiography of Joseph Stalin (1999)
Сталин. Автобиография, изд.: ИК „Рива“, София (2008), прев. Жанна Гинкова
- A Hatred for Tulips (2007)
- Joop (2008)

### Документалистика
- Sagittarius in Warsaw (1973) – награда „Джоузеф Хенри Джаксън“
- Letters to the future. An approach to Sinyavsky-Tertz (1975)
- Conversations With Czeslaw Milosz (1987)
- Predicting Russia's Future (1991)
- Russia Speaks (1991)
- Hunting the Devil (1993) – за Андрей Чикатило
На лов за дявола, изд.: ИК „Колибри“, София (1993), прев. Иван Георгиев
- Sakharov (2002) – за Андрей Сахаров
- Putin. His downfall and Russia's coming crash (2017) – за Владимир Путин

### Екранизации
- 1983 Dreamland – документален филм
- 1989 Маями Вайс – тв сериал, 1 епизод
- 1992 Bread and Salt – документален филм